# 루앤 라이언
루앤 마리 라이언(영어: Luann Marie Ryon, 1953년 1월 13일~)은 미국의 양궁 선수이다. 

## 경력
1976년 하계 올림픽 여자 개인전에서 금메달을 획득했다.
1977년 세계 양궁 선수권 대회에서 개인전과 단체전 2관왕을 하였다.
1983년 카라카스 팬아메리칸 게임 개인전 30m와 단체전에서 2관왕을 하였다.